# Lucie Vondráčková
Lucie Vondráčková (Praag, 8 maart 1980) is een Tsjechische actrice en zangeres en een nicht (als tantezegster) van Helena Vondráčková.
Ze studeerde eerst aan het conservatorium van Praag waarna ze aan de Karelsuniversiteit afstudeerde in de studierichting cultuurwetenschappen van de faculteit filosofie.
Ze begon haar carrière in 1991 als actrice in kinderseries en werd in 1992 presentatrice van het jeugdprogramma Marmeláda waarover ze een jaar later haar gelijknamige eerste album uitgaf.
In Tsjechië speelde en zong ze veel rollen in theaterstukken, musicals en films.
Vanaf 2010 acteert ze voornamelijk in Engelstalige films die in Noord-Amerika worden gemaakt.
Ze kreeg voor haar albums in Tsjechië veel gouden en platina platen en eindigde in de Český slavík in de periode 2008-2016 elke keer op de 2e plaats achter Lucie Bílá met meestal Ewa Farna op de 3e plaats.
Een bekend nummer van haar is het in 2012 opgenomen Ty jsi ten nej (een cover van Simply the Best van Tina Turner).